# Haute-Banio
Haute-Banio är ett departement i Gabon. Det ligger i provinsen Nyanga, i den södra delen av landet, 500 km söder om huvudstaden Libreville. Antalet invånare är 1 413.